# Ја сам твој непријатељ
Ја сам твој непријатељ је индијски акциони филм из 1989. године.

## Улоге
| Глумац            | Улога                 |
| ----------------- | --------------------- |
| Сани Деол         | Гопал                 |
| Џеки Шроф         | Џеки                  |
| Шридеви           | Џугни                 |
| Џаја Прада        | Џаја                  |
| Киран Кумар       | инспектор Киран Кумар |
| Кулбушан Карбанда | Џвалапрасад           |
| Анупам Кер        | Такур Дајалу          |